# Fyfea
Fyfea is een geslacht van uitgestorven weekdieren uit de klasse van de Gastropoda (slakken).

## Soorten
- Fyfea lirata Finlay & Marwick, 1937 †
- Fyfea tuberculata Finlay & Marwick, 1937 †